# Viktor Spěváček

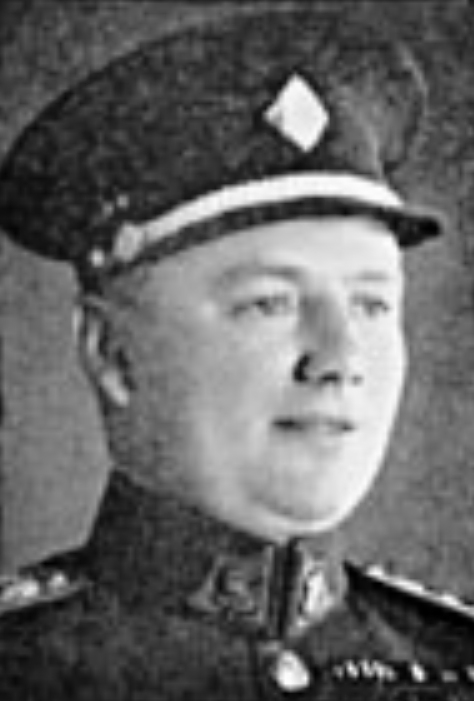
General JUDr. Viktor Spěváček

Viktor Spěváček (* 24. November 1888 in Klatovy; † 4. Juli 1941 in KZ Theresienstadt) war ein tschechoslowakischer Soldat, Legionär und General sowie als Mitglied der Widerstandsgruppe Obrana národa eine Persönlichkeit des tschechoslowakischen Widerstandes 1939–1945 gegen den Nationalsozialismus.

## Leben, militärische Karriere
Von 1899 bis 1907 besuchte Viktor Spěváček ein Gymnasium in Prag und begann 1907 das Jurastudium, das er bereits im Oktober 1908 unterbrach und in den Armeedienst trat. Danach arbeitete er als Bankangestellter. Nach Kriegsausbruch trat er dem 58. Infanterieregiment 58 bei und ging russische Ostfront. 1916 wurde er gefangen genommen, im Juni 1917 schloss er sich dann den tschechoslowakischen Legionen an. Im Juni 1920 kehrte er mit dem Rang eines Kapitäns in seine Heimat zurück.
Ab August 1920 arbeitete Spěváček im Verteidigungsministerium und  schloss in der folgenden Zeit sein Jurastudium ab. Im Juli 1926 wurde er zum Offizier im Bereich Militärkontrolle ernannt. Ab April 1928 war er stellvertretender Leiter des Kontrollkorps der Militärverwaltung. Im November 1936 wurde er Leiter einer Abteilung für Finanzen. Spěváček wurde im Juli 1937 zum General befördert. Nach der Besetzung der Tschechoslowakei durch die Wehrmacht und während der Auflösung der tschechoslowakischen Streitkräfte nahm er Kontakt zu der militärischen Widerstandsorganisation Obrana národa auf. Er konnte zumindest einen beträchtlichen Teil der Finanzmittel des Verteidigungsministeriums an die Organisation weiterleiten. Seine Tätigkeit in der Widerstandsorganisation wurde jedoch entdeckt und Spěváček wurde im Herbst 1939 verhaftet. Nach Verhören und ohne Gerichtsverfahren wurde er in das Konzentrationslager Theresienstadt gebracht, wo er am 4. Juli 1941 starb.

## Auszeichnungen
Viktor Spěváček erhielt unter anderem folgende Auszeichnungen:
- Tschechoslowakisches Kriegskreuz 1914–1918
- Tschechoslowakisches Kriegskreuz 1939
- Tschechoslowakische Revolutionsmedaille
- Russischer Orden der Heiligen Anna
- Tschechoslowakische Revolutionsmedaille